# Jackie Sibblies Drury
Jackie Sibblies Drury   (Plainfield, 2000) és una dramaturga afroamericana estatunidenca.
Va llicenciar-se a la Universitari de Brown, en la que va guanyar el premi David Wickham en dramatúrgia.
Drury és coneguda per obres com Social Criatures. La seva obra We Are Proud to Present a Presentation About the Herero of Namibia, Formerly Know as Southwest Arrica, From the German Sudwestafrica, Between the Years 1884-1915 fou nomenada pel The New York Times com "la seva obra trencadora".

## Premis i honors
El 2019 la seva obra Fairview va guanyar el premi Susan Smith Blackburn. Aquesta obra havia estat presentada a Off-Broadway el 2018 per Berkeley Repertory Teatre and Soho Rep. El 2019 va guanyar el Premi Pulitzer de Teatre. El mateix any ha guanyat el premi de dramatúrgia Steinberg per la seva obra Fairview.

## Obres
Se li han publicat 13 edicions de 5 obres:
- Fairview: a play (2018)
- We are proud to present a presentation about the Herero of Namibia, formerly known as Southwest Africa, from the German Sudwestafrika, between the years 1884-1915 (2012)
- Really(2016)
- Social Creatures (2013)